# Grivegnée
Grivegnée är en ort i Belgien.   Den ligger i provinsen Liège och regionen Vallonien, i den östra delen av landet, 90 km öster om huvudstaden Bryssel. Grivegnée ligger 99 meter över havet och antalet invånare är 19 791.
Terrängen runt Grivegnée är platt åt nordväst, men åt sydost är den kuperad. Grivegnée ligger nere i en dal. Runt Grivegnée är det tätbefolkat, med 570 invånare per kvadratkilometer.. Närmaste större samhälle är Liège, 3,4 km väster om Grivegnée. 
I omgivningarna runt Grivegnée växer i huvudsak blandskog.